# Domoušice
Domoušice (en allemand : Domauschitz) est une commune du district de Louny, dans la région d'Ústí nad Labem, en Tchéquie. Sa population s'élevait à 656 habitants en 2021.

## Géographie
Domoušice se trouve à 15 km au sud-ouest de Louny, à 49 km au sud-ouest d'Ústí nad Labem et à 53 km au nord-ouest de Prague.
La commune est limitée par Pnětluky, Hřivice et Zbrašín au nord, par Ročov et Třeboc à l'est, par Mutějovice au sud et par Kounov au sud et à l'ouest.

## Histoire
La première mention écrite du village date de 1325.

## Transports
Par la route, Domoušice se trouve à 18 km de Rakovník, à 19 km de Louny, à 66 km de Prague et à 71 km d'Ústí nad Labem.